# Black-Ash Inheritance
Black-Ash Inheritance è un EP del gruppo melodic death metal svedese In Flames, pubblicato nel 1997.

## Tracce
1. Goliaths Disarm Their Davids – 4:54
2. Gyroscope – 3:26
3. Acoustic Medley (instrumental) – 2:32
4. Behind Space (live) – 3:36

## Formazione
- Anders Fridén - voce, percussioni
- Jesper Strömblad - chitarra, tastiere, percussioni
- Glenn Ljungström - chitarra
- Johann Larsson - basso
- Björn Gelotte - batteria, percussioni